# Музей золота в Лиме
Музей золота Перу (исп. Museo Oro del Perú) — археологический музей Перу, расположенный в Лиме; содержит крупнейшую коллекцию золотых изделий доколумбового периода. Его экспозицию составляют несметные богатства доинкской и инкской цивилизаций. Дополняет собрание коллекция старинного (от около 1300 лет до н. э.) и современного оружия со всего света.

## История

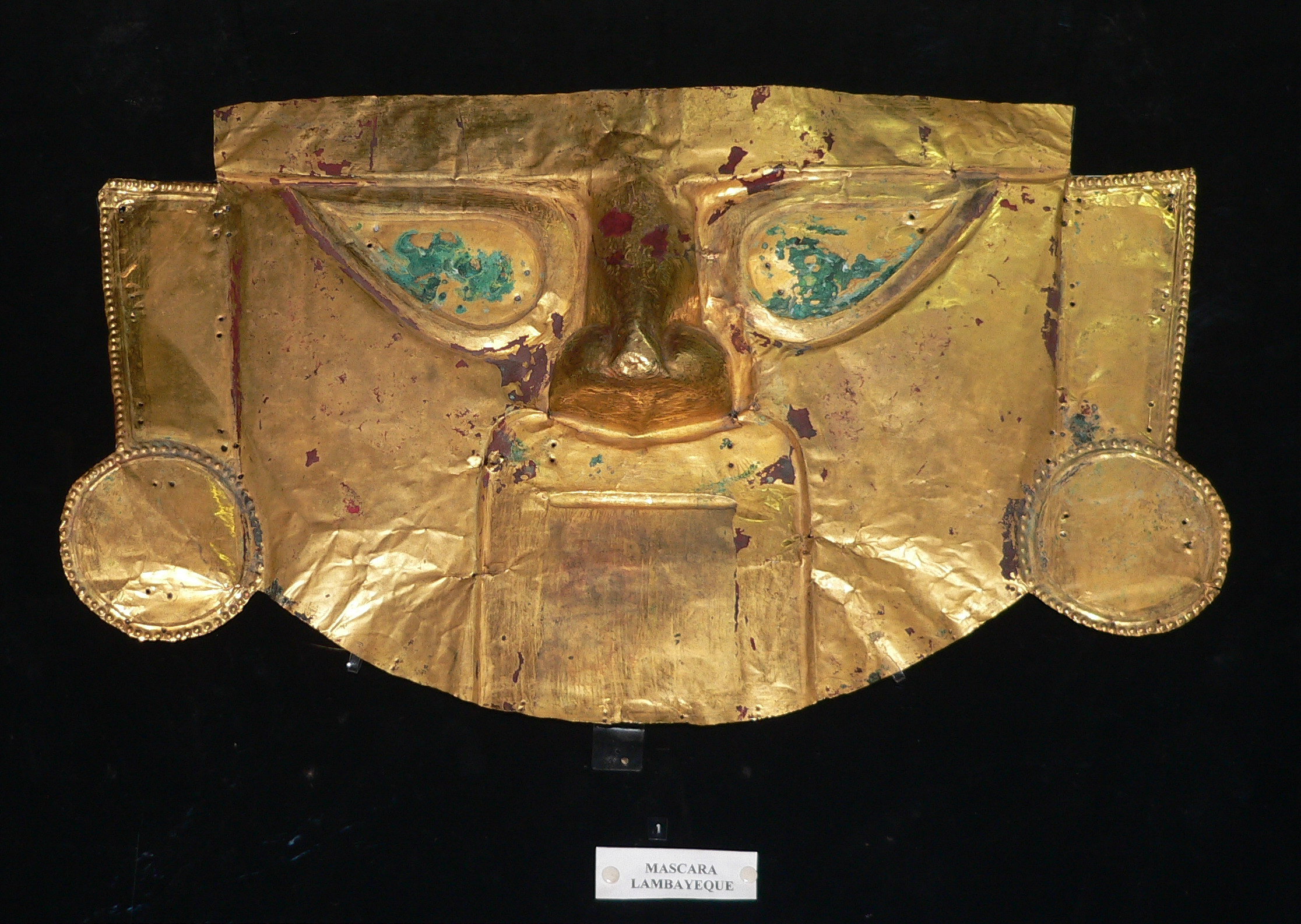
Золотая маска сиканской культуры

Музей основан в 1968 году перуанским бизнесменом и коллекционером Мигелем Мухика Гальо (исп. Miguel Mujica Gallo). Свою собранную по всему миру коллекцию он подарил родной стране, что позволило Перу сохранить часть бесценных реликвий. Коллекция стала символом сохранения наследия прошлого, поскольку ценности сотнями вывозились из страны и пополняли музеи США и Европы, частные коллекции. Сегодня музеем заведует фонд имени его основателя.
Собранную коллекцию оружия, амуниции, представленную сегодня на первом и втором этажах, Гальо также собирал по всему миру и передал в дар государству. Представлены здесь также советское обмундирование, фотоаппарат «Зенит», когда-то подаренный Фиделю Кастро. Крупная экспозиция немецко-фашистских орденов, кортиков, фотографий, предметов обмундирования осталась от нацистов, бежавших и осевших в Перу.

## Коллекция

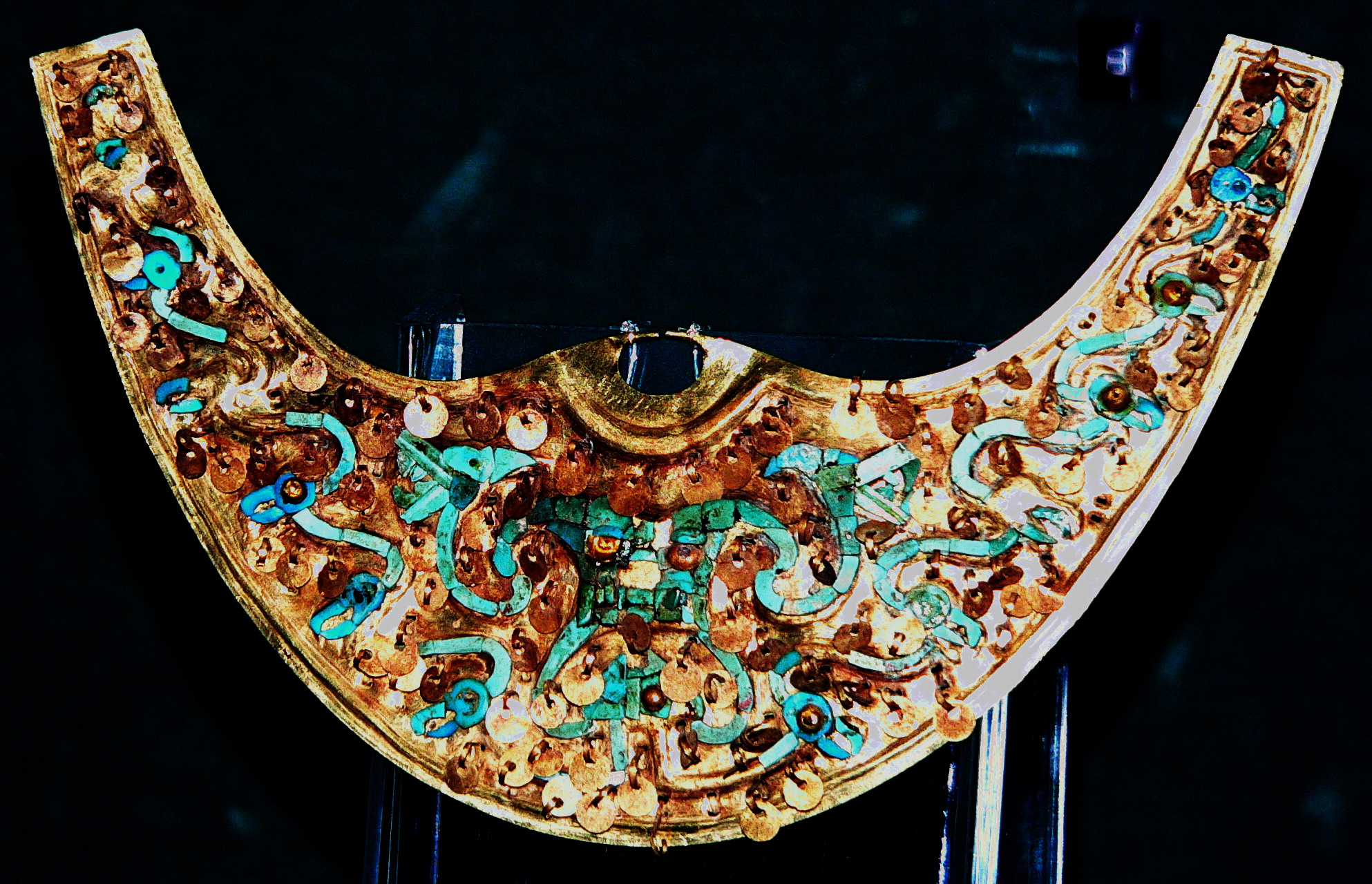
Золотое носовое украшение, инкрустированное бирюзой и хризоколлом. Культура моче (200—850 гг. н. э.)

Более восьми тысяч экспонатов с северного побережья Перу (из некрополя народа чиму, на севере страны в штате Ламбайеке) представляют собой предметы культуры доколумбовых цивилизаций: ткани, керамику, мумии, изделия из золота и серебра (эти металлы представляли дуальность: солнце-луна, день-ночь, мужское-женское). С их помощью можно узнать об искусстве металлургии, обычаях, верованиях и образе жизни коренных народов Перу.
Здесь представлены: золотые посмертные маски, диадемы, ушные украшения, пекторали, ритуальные ножи туми, керамика относящаяся к культурам чавин, уари, мочика, а также туника, покрытая тысячью золотых пластин и паланкин украшенный золотом и серебром владык Чан-чана. Также представлены золотые пластины, ожерелья, короны усыпанные драгоценными камнями, бокалы, кубки. Уникальный экспонат — человеческий череп со вставленными зубами из лилового горного хрусталя.

Древние перуанские мастера при изготовлении использовали разные техники — ковку, ламинирование, филигрань, полировку. Иногда золото смешивали с платиной.

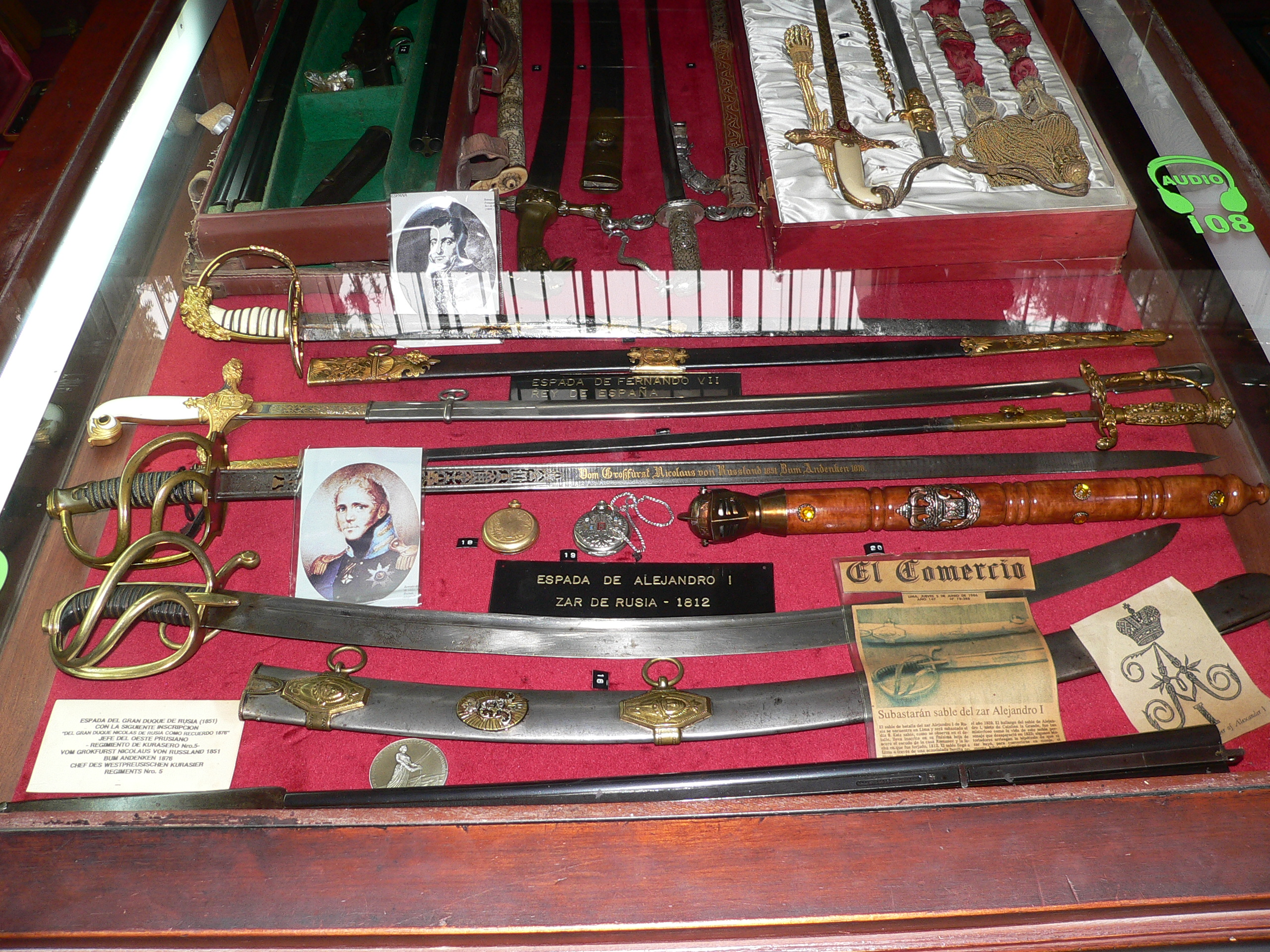
Сабля царя Александра I и меч испанского короля Фердинанда VII
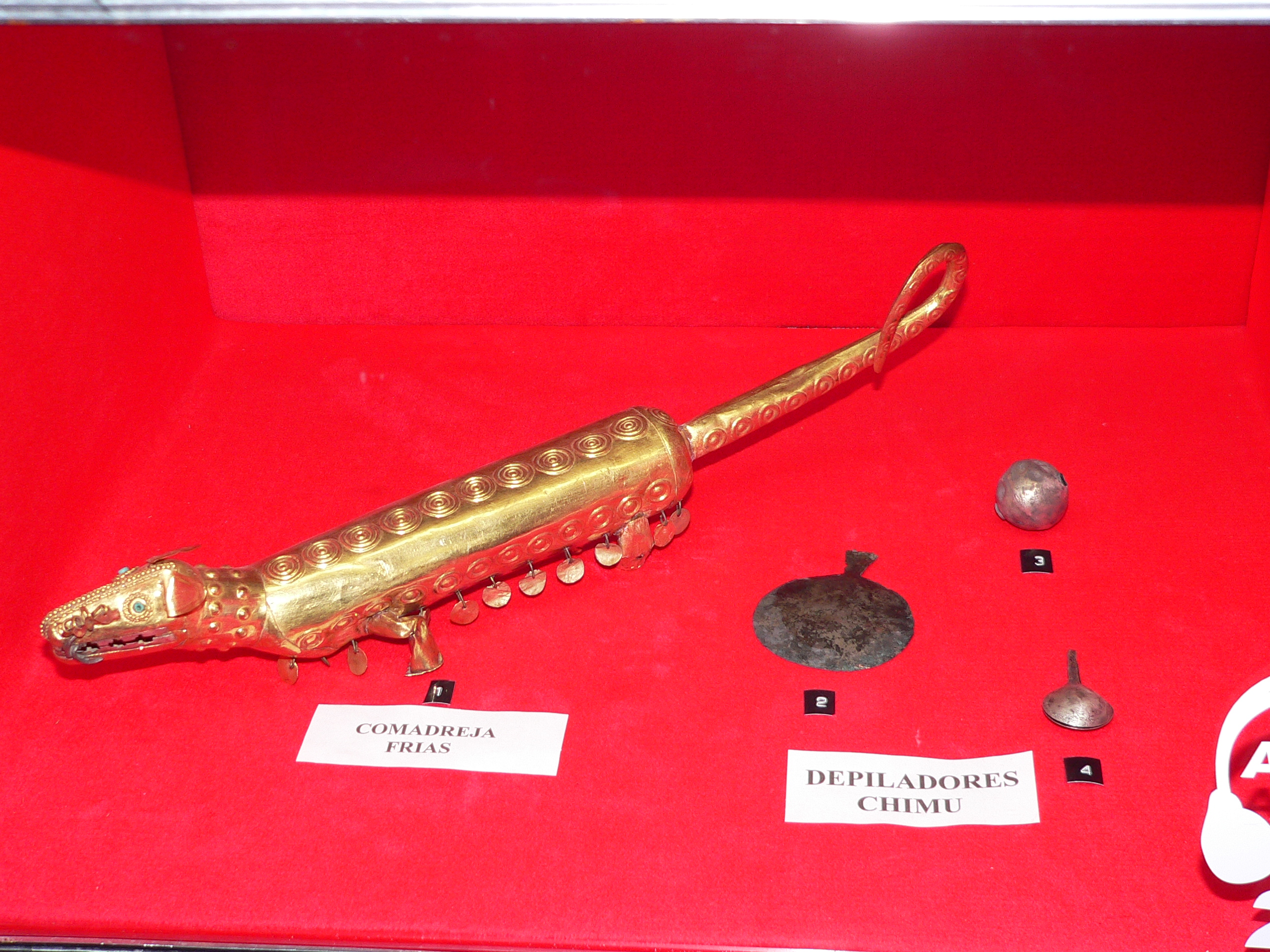
Куница (?) (100 л. до н. э. — 100 л. н. э.). Культура фриас
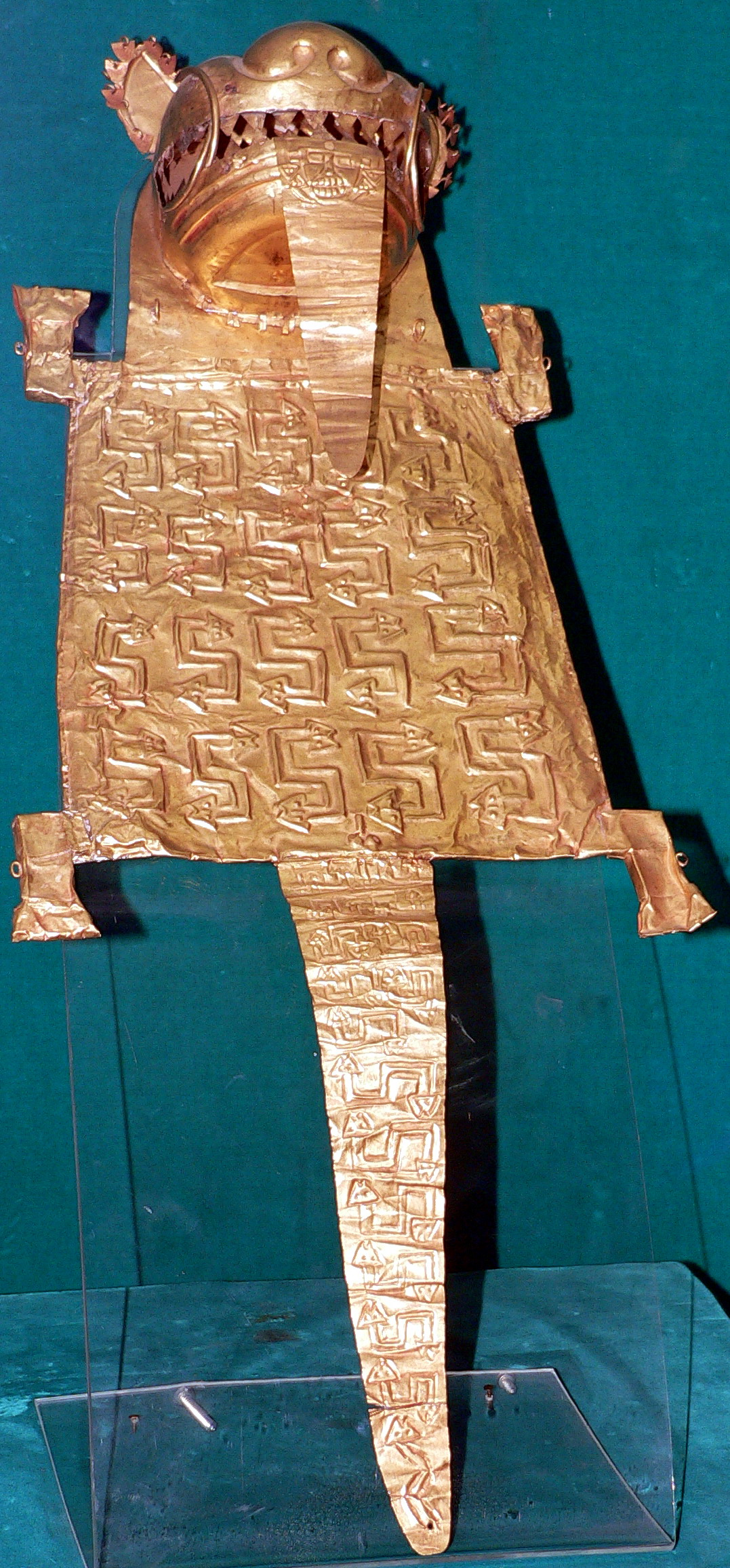
Церемониальный предмет (100 л. до н. э. — 100 л. н. э.). Культура фриас
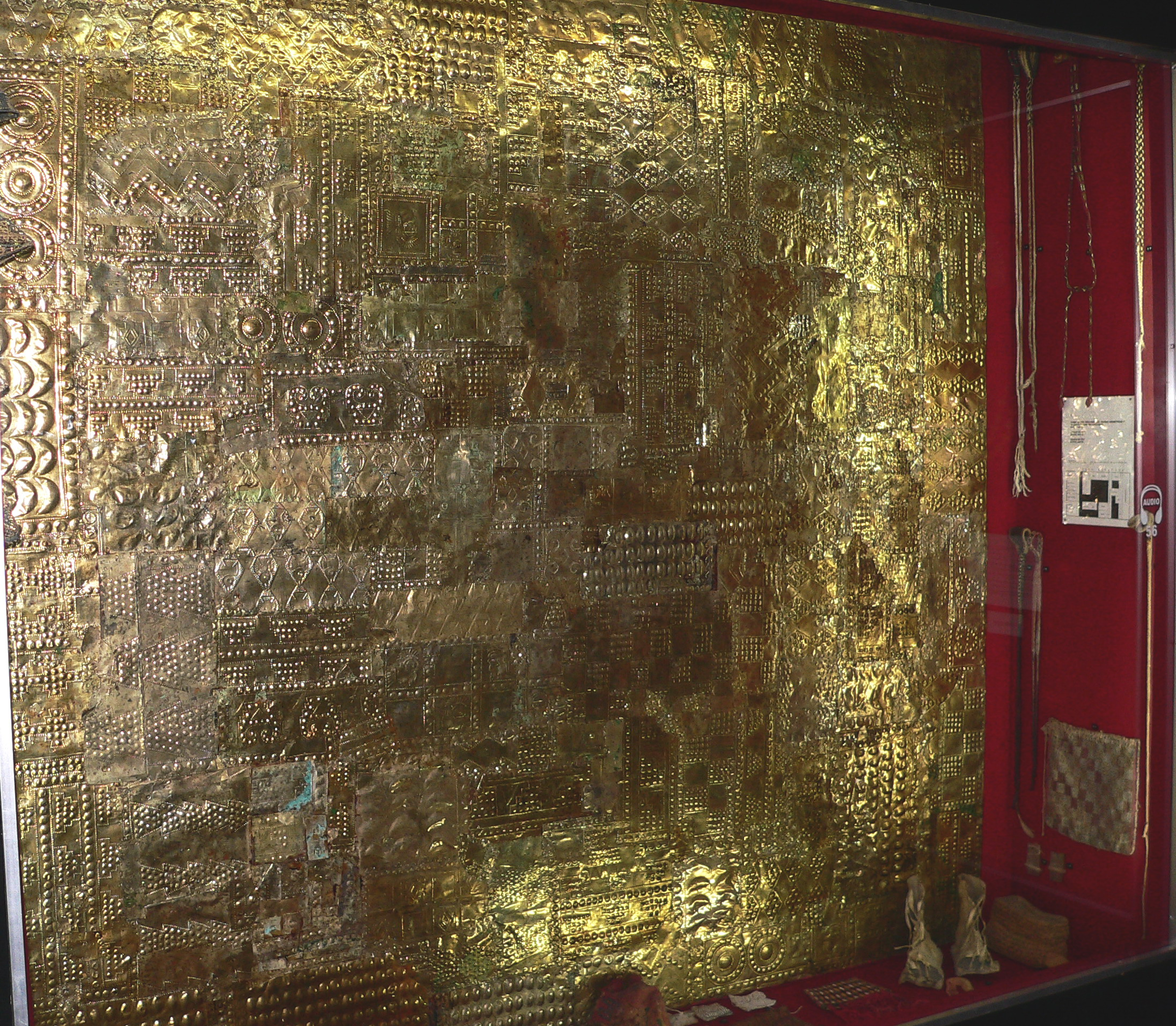
Настенная пластина из золота. Инкская культура
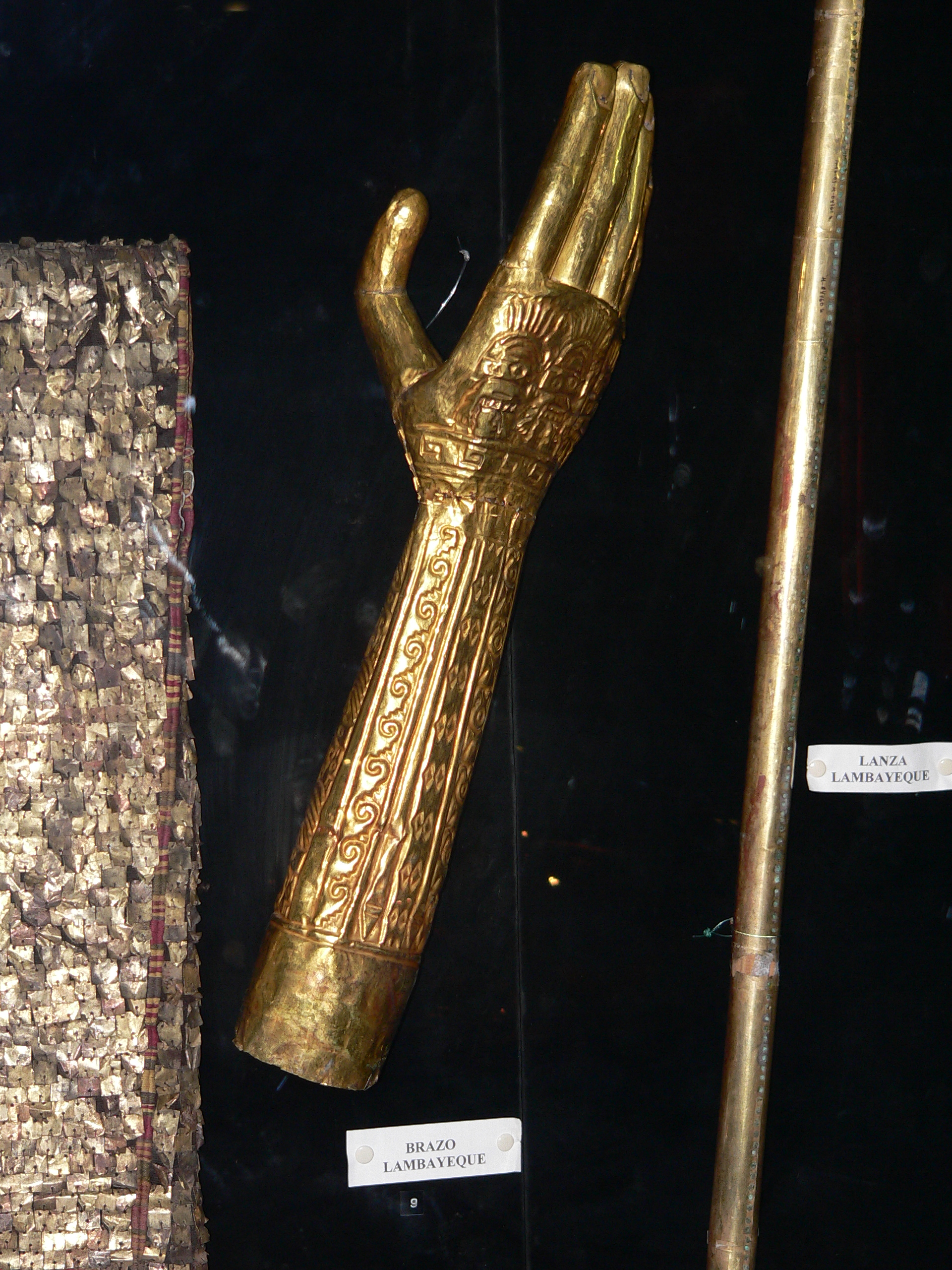
Золотые руки. Сиканская культура (Перу)
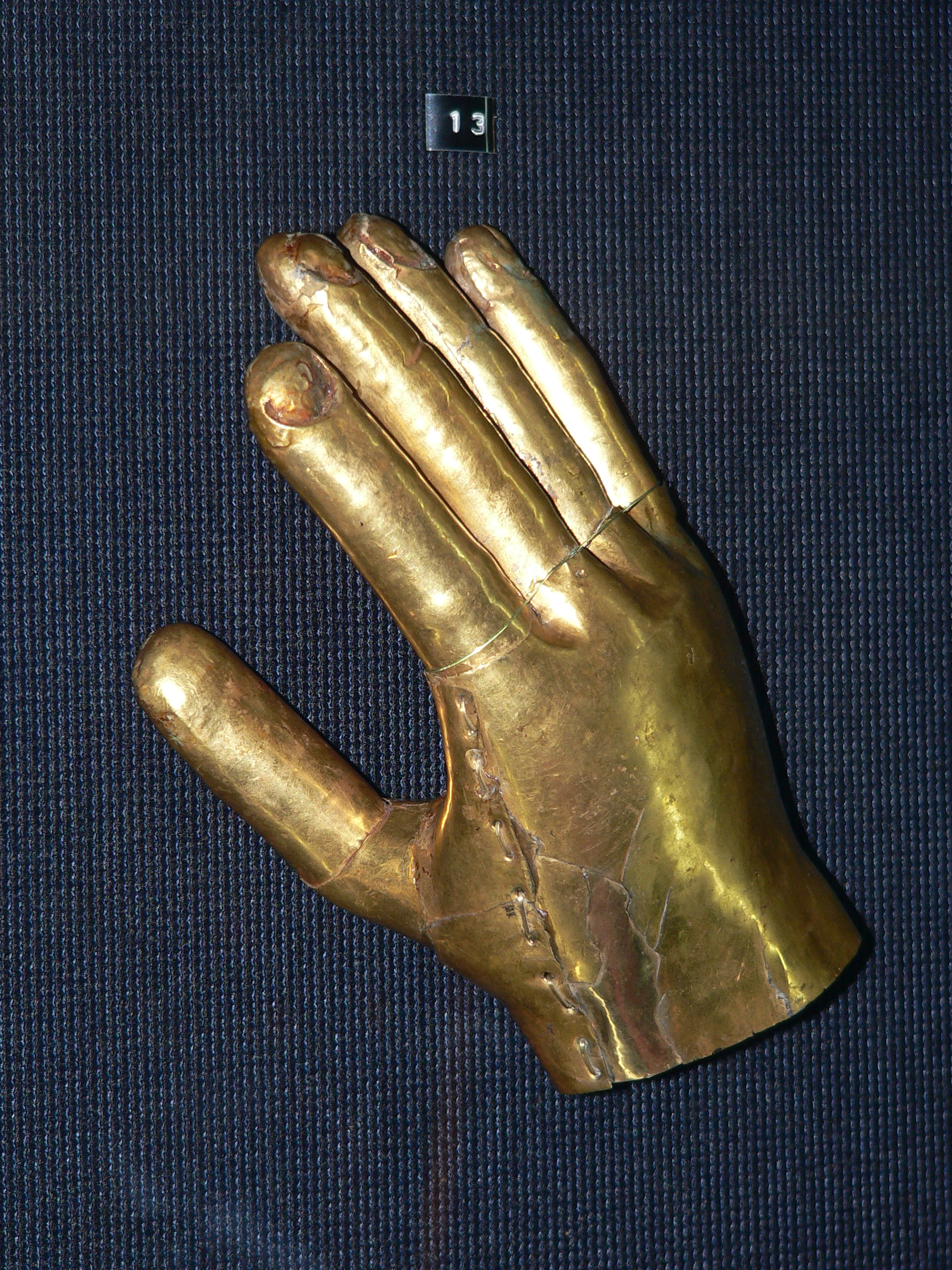
Золотая перчатка. Сиканская культура (Перу)

### Подделки
В июле 2002 года после многочисленных тестов специалистами из Католического университета Перу было установлено, что 85 % металлических изделий коллекции являются подделками. Ещё в 1990-х годах Национальный институт культуры (исп. Instituto Nacional de Cultura) сообщал, что ряд экспонатов — подделка. В 1999 году во время выставки в Германии анализы выявили смесь древнего золота из различных переплавленных предметов; другие экспонаты сделаны в новое время на севере Лимы. Директор музея и дочь его основателя Виктория заявила в интервью, что некоторые работники фонда воспользовались болезнью её отца и подменили экспонаты на поддельные. Лишь 12 предметов из огромной коллекции оказались подлинными. Бытует мнение, что перуанским археологам в стране запрещено устанавливать подлинность экспонатов музея.
После скандала музей убрал из экспозиции золотые подделки. Однако к работе музея ещё остались вопросы, а старые каталоги продолжают выходить, вводя в заблуждение читателей.

## О посещении
Музей расположен в Лиме по адресу Alonso de Molina 1100
Часы работы: ежедневно с 10:30 до 18 часов. Выходными днями являются 1 января, 1 мая, 28 июля, 25 декабря.
Стоимость: для взрослых 33 соль, детям до 11 лет — 16 соль.
С информацией в музее можно ознакомиться на испанском и английском языках.
Внутри музея фотографировать запрещено.